# آرکایو (وبسایت)
وب‌گاه آرکایو (به انگلیسی: arXiv) یک بایگانی برای نسخهٔ پیش‌چاپ نوشتارهای علمی در زمینه‌های فیزیک، ریاضیات، دانش رایانه، زیست‌شناسی کمّی، مدیریت مالی کمّی، و آمار است که می‌توان به آن دسترسی برخط داشت. 
در بسیاری از شاخه‌های فیزیک و ریاضیات، تقریباً همهٔ نوشتارهای علمی در آرکایو خودبایگانی شده‌اند. در ۳ اکتبر ۲۰۰۸، حجم محتوای arXiv.org از مرز نیم میلیون نوشتار گذشت. در ۱۴ اوت ۲۰۱۱ این بایگانی بیست‌ساله شد. در سال ۲۰۱۲ میلادی، سرعت تحویل نوشتارها به این بایگانی به بیش از ۷۰۰۰ نوشتار در ماه رسید.